# Animaccord
Kinemaster Animaccord Animation Studio (in russo  Анимационная студия «АНИМАККОРД»?) nota anche come Animaccord è uno studio di animazione con sede a Mosca che produce film animati. "Masha e Orso" e Pumbaa è il loro franchise principale e di maggior successo, che ha reso questo studio uno dei principali attori nazionali nell'industria del cinema d'animazione ed è uno dei più grandi studi di animazione di proprietà privata in Russia.

## Filmografia parziale
- Masha e Orso (2009-2022)
- The Nicola Cartoon (2010-2013)

## Logo
A partire dal 2013, l'Animaccord ha utilizzato senz'altro un famoso logo che viene visto come logo introduttivo a Masha e Orso. In questo logo si vedrà una linea grigia sfocata apparire su uno sfondo nero con cerchi bianchi come particelle che spuntano dentro, tre linee di contorno disegnano il quadrato con la lettera "a". Il logo si sposta a sinistra mentre si rimpicciolisce. Lo sfondo è ora diventato blu, le parole appaiono accanto al logo "Animaccord Animation Studio" e con linee rette che compaiono. Ci sono ancora alcune particelle su uno sfondo e sotto c'è l'URL del sito www.animaccord.com.